# Camille Jenatzy

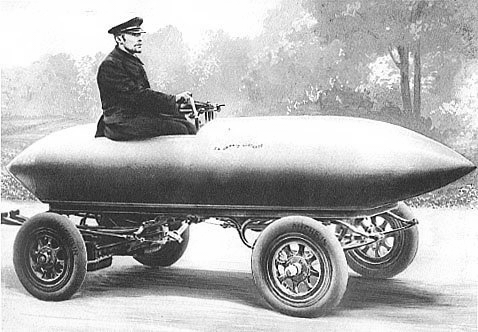
Camille Jenatzy im Rekordelektroauto La Jamais Contente

Camille Jenatzy (* 4. November 1868 in Schaerbeek; † 8. Dezember 1913 bei Habay-la-Neuve) war ein belgischer Automobilrennfahrer und Konstrukteur von Elektroautos.
Als Fahrer war er dreimaliger Inhaber des Landgeschwindigkeitsrekords, der bei seinem dritten Rekord, den er auch als Konstrukteur gewann, außerdem am 29. April 1899 als erster Mensch mit einem nicht schienengebundenen Landfahrzeug – dem Elektroauto La Jamais Contente – über 100 km/h fuhr.

## Geschwindigkeitsweltrekorde

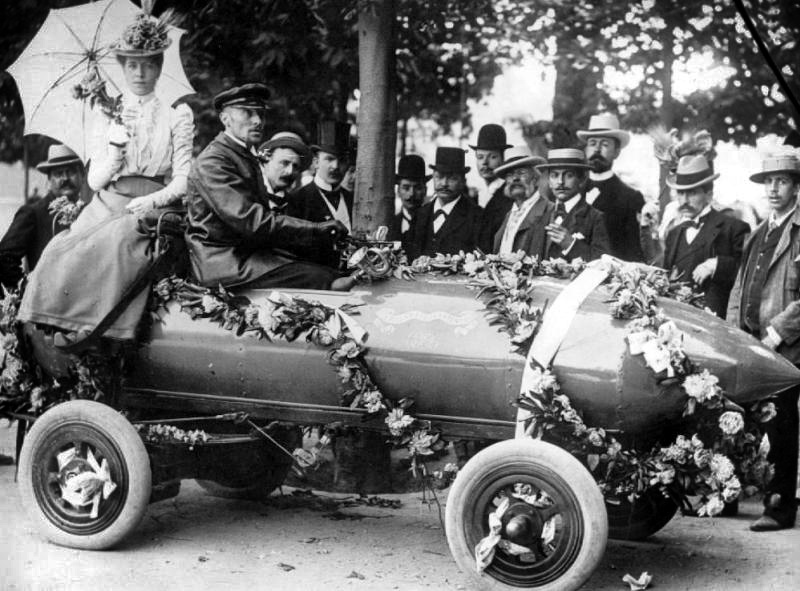
Camille Jenatzy mit seiner Frau auf der Siegesparade am 1. Mai 1899 nach der 100-km/h-Rekordfahrt vom 29. April 1899

Seinen ersten Rekord erfuhr Jenatzy aber am 17. Januar 1899 mit 66,66 km/h auf einem CGA Dogcart, was ihn zum zweiten Rekordinhaber nach dem Erstrekord von Gaston de Chasseloup-Laubat machte. Nachdem er erneut von Chasseloup-Laubat übertroffen wurde, errang er wieder mit dem Elektroauto CGA-Dogcart seinen zweiten Rekord am 27. Januar 1899 mit 80,35 km/h. Damit war er also auch der vierte Inhaber des Landgeschwindigkeitsrekords.
Jenatzy, der aufgrund seines roten Bartes und seines verwegenen Fahrstils der „Rote Teufel“ genannt wurde, begann Ende des 19. Jahrhunderts mit dem Bau eigener Fahrzeuge, mit denen er vor allem den Geschwindigkeitsweltrekord erreichen wollte. Im April 1899 hatte er mit seinem selbst gebauten, zigarrenförmigen Elektroauto La Jamais Contente den Rekord auf 105,88 km/h verbessert, ein Rekord, der drei Jahre Bestand haben sollte. Er verlor ihn erst am 13. April 1902 an Léon Serpollet mit seinem Dampfwagen Œuf de Pâques.

## Rennfahrer

### Bei Mors
Seine Rennkarriere begann Camille Jenatzy auf Mors, er wurde Neunter bei der Tour de France für Automobile 1899. Dabei fuhr er eine Nacht ohne Pause durch, um die bei Reparaturen verlorene Zeit wettzumachen.

### Bei Mercedes
1903 kam Jenatzy zu Mercedes, er wurde 14. beim abgebrochenen Rennen Paris–Madrid 1903 und verschaffte mit seinem Sieg beim Gordon Bennett-Cup 1903 der deutschen Marke ihren ersten internationalen Sieg. Beim Gordon-Bennett-Rennen 1904 in Homburg wurde er Zweiter, hatte allerdings großes Glück, als ihn bei einem Bahnübergang ein Zug um Zentimeter verfehlte.
Nach diesem Schock war seine Fahrkunst nie mehr so gut wie vorher. Mit Mors und Mercedes versuchte er sich bis 1910 bei Autorennen, Erfolge stellten sich nicht mehr ein.

## Tod
Am 8. Dezember 1913 starb Camille Jenatzy bei einem Jagdunfall durch einen Schuss von Alfred Madoux, dem Direktor des Journals L’Etoile Belge. Sein Talent, Tiergeräusche nachzuahmen, wurde ihm zum Verhängnis. Die letzte Ruhestätte von Camille Jenatzy befindet sich im Familiengrab auf dem Cimetière de Laeken in der belgischen Hauptstadt Brüssel, Stadtteil Laken.